# روبين رييس
روبين رييس (بالإسبانية: Rubén Reyes)‏ (5 يناير 1979 بخيخون في إسبانيا - ) هو لاعب كرة قدم إسباني في مركز الوسط. لعب مع رايو فايكانو وريال أوفييدو ونادي ألباسيتي ونادي بونتيفيدرا ونادي خيتافي ونادي فياريال وMéxico FC (Spain) ‏ وReal Oviedo Vetusta ‏ وريال أفيليس ‏ ونادي بالنثيا ‏.

## وصلات خارجية
- روبين رييس على موقع قاعدة بيانات كرة القدم.إي يو (الإنجليزية)
- روبين رييس على موقع Soccerway.com (الإنجليزية)